# 李达 (上将)
李达（1905年4月19日—1993年7月12日），原名李德三，陕西眉县人，中国人民解放军开国上将，原中國共產黨中央顧問委員會委员，中央軍事委員會原顾问。
李达参加了宁都起义，历任红五军团连长、湘赣边独立第一师参谋长兼第三团团长，红八军参谋处处长，红十七师参谋长兼五十团团长，红六军团参谋长，红二军团参谋长、红二方面军参谋长，援西军参谋长，参与长征。抗日战争时期，任八路军129师参谋长。第二次国共内战时期，任第二野战军参谋长。中华人民共和国成立后，任西南军区副司令员兼参谋长，中国人民志愿军参谋长，国防部副部长，中国人民解放军训练总监部副部长，国家体育运动委员会副主任兼国防体育协会主任，中国人民解放军副总参谋长等职。

## 生平

### 早年生涯
1922年初，李达考入西安私立东道中学，后转入省立师范学校，参加过学生运动。1924年毕业返乡，在横渠区当小学教员。1926年考入冯玉祥创办的西北军第二军官学校。1927年毕业后，在国民革命军第2集团军任排长、连长、旅部参谋等职。1930年中原大战后，所部被编入第26路军。1931年随部到江西，参加对中央苏区的围剿。
1931年12月，李达参加了宁都起义。1932年9月加入中共，任红五军团连长。1932年，李达到湘赣苏区，任湘赣边独立第一师参谋长兼第三团团长，11月起任红八军参谋处处长，红十七师参谋长兼五十团团长，参与湘鄂赣苏区反围剿战争。1933年，他获二等红星奖章。1934年，李达任红六军团参谋长，随萧克、任弼时西征。同年10月，红六军团与红三军在黔东木黄镇会师后，李达调任红二军团参谋长，协助贺龙指挥部队开辟湘西根据地。1936年7月红二方面军参谋长，长征到达陕北。1937年2月，李达任援西军参谋长。

### 抗日战争时期

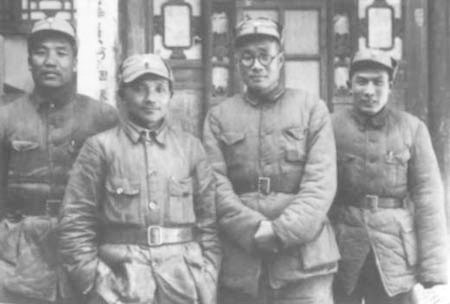
1938年1月，八路军129師領導人在山西遼縣桐峪鎮合影。左起李達、鄧小平、劉伯承、蔡樹藩

抗日战争爆发后，任八路军129师参谋处长，协助刘伯承等组织指挥神头岭、响堂铺、晋东南反九路围攻等战役战斗。1938年12月，李达任129师参谋长，任上重视司令部业务建设，强调组织严密的战前侦察，并协助刘伯承、邓小平等指挥香城固、磁武涉林、白晋铁路破击战等战役战斗和百团大战，并参与创建晋冀豫、冀南、太岳等抗日根据地。
1943年8月，李达发起林南战役，歼灭日伪军7000余人。10月兼任太行军区司令员，领导太行区军民反击日军扫荡，同时进行大生产运动和精兵简政，打破日军经济封锁。1945年，李达指挥太行军区部队进行了道清战役、安阳战役，并指挥对日军反攻。

### 第二次国共内战时期
1945年8月，李达担任晋冀鲁豫军区参谋长，9月兼任太行纵队司令员，参与指挥上党战役、邯郸战役，并促成高树勋率部易帜。1946年6月，李达任晋冀鲁豫野战军参谋长，参与指挥陇海路、定陶、巨野、鄄城、滑县、巨金鱼、豫皖边等战役。1947年协助刘伯承、邓小平指挥部队发起豫北战役和鲁西南战役后，向大别山进军。
1948年5月，李达任中原军区和中原野战军参谋长，参与指挥宛东战役、襄樊战役、郑州战役和淮海战役。1949年2月，李达任第二野战军参谋长兼特种兵纵队司令员和政治委员，参与组织指挥渡江战役和进军西南。

### 中华人民共和国成立后
中华人民共和国成立后，1950年2月任西南军区副司令员兼参谋长，1951年4月兼云南军区司令员。1953年参加抗美援朝，4月任中国人民志愿军参谋长，参与组织指挥夏季反击战役。回国后于1954年10月任国防部副部长，1955年4月任中国人民解放军训练总监部副部长兼计划部和监察部部长。1958年因「教条主义」受到批判，8月调任国家体育运动委员会副主任兼国防体育协会主任。文化大革命中，遭受迫害。
1972年10月，任中国人民解放军副总参谋长，1978年6月兼任解放军体育指导委员会主任。1980年1月任中共中央军委顾问。李达是第二、三届国防委员会委员，第三届全国人大常委会委员，中共第十、十一届中央委员。1982年被选为中共中央顾问委员会委员。1993年7月12日，因病医治无效在北京逝世。

## 著作
- 《李达军事文选》1993解放军出版社

## 文李達和武李達
值得一提的是，中共一大代表也有一位李达，《红旗》杂志召开第一次编委会时竟误把两位李达都请来了。两人同为人大代表常在一起开会，为了避免混淆，人们分别称他们为「文李达」和「武李达」，两位也因此结下的友谊而被传为佳话。
但文李達在任職武漢大學校長之時，因曾批評毛澤東的大躍進及其他思想理論，而在1966年8月被紅衛兵批鬥毆打致死。